# یوری اورلوف
 یوری اورلوف (روسی: Юрий Фёдорович Орлов؛ زاده ۱۳ اوت ۱۹۲۴) یک دانشمند اهل ایالات متحده آمریکا است.
وی همچنین برنده جوایزی همچون جایزه ساخاروف (ای‌پی‌اس) شده است.